# Lorenzo Cybo de Mari
Lorenzo Cybo de Mari (Genova o Valencia, 1450/1451 – Roma, 21 dicembre 1503) è stato un cardinale e arcivescovo cattolico italiano.

## Biografia
Membro dell'antica e nobile famiglia de Mari, era figlio illegittimo di Maurizio Cybo, fratello di papa Innocenzo VIII.
Fu prefetto di Castel Sant'Angelo, nel 1481 fu nominato canonico della basilica vaticana. Fu abate commendatario di numerose abbazie in Italia e in Francia.
Il 5 dicembre 1485 fu eletto arcivescovo di Benevento e fu consacrato il 16 gennaio dell'anno successivo. Ottenne per i canonici della cattedrale metropolitana di Benevento il privilegio di indossare la berretta rossa propria dei cardinali.
Il 9 marzo 1489 papa Innocenzo VIII lo creò cardinale. Il 23 marzo dello stesso anno ricevette il titolo di Santa Susanna.
Il 29 agosto 1490 fu nominato amministratore apostolico della diocesi di Vannes: manterrà l'incarico fino alla morte. Il 14 marzo 1491 optò per il titolo di San Marco.
Nel gennaio 1492 divenne Camerlengo del Sacro Collegio, carica che tenne, come d'uso, per un anno.
Ebbe poi in commenda il titolo di Santa Cecilia, dal 9 dicembre 1497 al settembre del 1500. Il 14 maggio 1501 optò per l'ordine dei cardinali vescovi e divenne vescovo di Albano, ritenendo però il titolo di San Marco. Rinunciò all'arcidiocesi di Benevento nel gennaio 1503 e fu nominato amministratore apostolico della diocesi di Noli. Il 29 novembre 1503 optò per la sede suburbicaria di Palestrina.
Partecipò al conclave del 1492 e ai due del 1503, che elessero papa Alessandro VI, papa Pio III e papa Giulio II.
Morì a Roma e fu sepolto nella cappella di San Lorenzo nella chiesa di Santa Maria del Popolo. Lasciò i suoi paramenti liturgici e la sua biblioteca alla sede suburbicaria di Palestrina.

## Genealogia episcopale
La genealogia episcopale è:
- Papa Innocenzo VIII
- Cardinale Lorenzo Cybo de Mari